# アルティナ
株式会社アルティナ（英名：aLTENa Inc.）は、日本の広告クリエイティブブティック。TV-CFを中心にクリエティブ・企画活動をする。

## 沿革
- 2001年5月 - 設立。株式会社ビンゴとして発足。
- 2008年6月 - 現社名となる。

## 主な役員
- 岡田知之
- 福田篤史
- 佐野陽一

## 所在地
本社
- 東京都港区麻布十番三丁目9番7号